# Hansboro (Dakota del Norte)
Hansboro es una ciudad ubicada en el condado de Towner en el estado estadounidense de Dakota del Norte. En el censo de 2010 tenía una población de 12 habitantes y una densidad poblacional de 24,78 personas por km².

## Geografía
Hansboro se encuentra ubicada en las coordenadas 48°57′8″N 99°22′51″O / 48.95222, -99.38083. Según la Oficina del Censo de los Estados Unidos, Hansboro tiene una superficie total de 0.48 km², de la cual 0.48 km² corresponden a tierra firme y (0%) 0 km² es agua.

## Demografía
Según el censo de 2010, había 12 personas residiendo en Hansboro. La densidad de población era de 24,78 hab./km². De los 12 habitantes, Hansboro estaba compuesto por el 100% blancos, el 0% eran afroamericanos, el 0% eran amerindios, el 0% eran asiáticos, el 0% eran isleños del Pacífico, el 0% eran de otras razas y el 0% pertenecían a dos o más razas. Del total de la población el 0% eran hispanos o latinos de cualquier raza.